# What Do You Mean?
«What Do You Mean?» —en español, «¿Qué quieres decir?»— es una canción interpretada por el cantante canadiense Justin Bieber, de su cuarto álbum de estudio Purpose, de 2015. La canción fue anunciada el 28 de julio de 2015 en el programa de radio On Air with Ryan Seacrest, y se publicó el 28 de agosto de 2015 como el sencillo principal del disco.

## Lanzamiento
Justin Bieber anunció la canción el 28 de julio de 2015 en el programa de radio On Air with Ryan Seacrest. Mientras estaba allí, su mánager, Scooter Braun le hizo una señal sugiriéndole que debería poner una foto de la cuenta regresiva de los días que faltan en su cuenta de Instagram para el estreno de la canción. Para promover la canción, Braun contactó varias celebridades que comenzaron a contar los 30 días hasta el lanzamiento. Varias celebridades promovieron la canción en las redes sociales, contando los días para el lanzamiento de la canción incluyendo J Balvin, Ryan Seacrest, Mariah Carey, Ariana Grande, Kylie Jenner, Big Sean, Ed Sheeran, Meghan Trainor, Kendall Jenner, Jason Derulo, Miley Cyrus, Martha Stewart, G-Dragon de Big Bang, Britney Spears, Carly Rae Jepsen entre otros. Bieber presentó la canción a principios de agosto de 2015 en un evento de la radio iHeartMedia.

## Composición
La canción fue escrita por Bieber, Jason "Poo Bear" Boyd y Mason Levy, mientras que la producción fue manejada por MdL y Jusin Bieber."What Do You Mean?" es una canción Pop y EDM, con influencia del tropical house. Bieber utiliza una voz entrecortada. La producción contiene en instrumentación flauta, acordes de piano, sintetizadores tropicales, bajo, y también cuenta con el sonido de un reloj cuando hace tic-tac. Gil Kaufman de MTV dijo que la canción es "una especie de secuela de "Where Are Ü Now" de Skrillex y Diplo", que contó con la voz de Bieber. Nick Messitte de Forbes, estableció comparaciones entre esta canción y la canción "Cheerleader" del cantante OMI, ya que ambos hacen uso de "el piano soul en el fondo, el lavado de platillos, mientras que las flautas de pan sintéticas reemplazan el contrapunto de la trompeta de "Cheerleader"." El cantante, en su página de YouTube, subió un video, en el que tiene un diálogo con Ariana Grande, dicha canción fue agregada a ITunes, para pre-orden, hay otro remix, en donde se presenta a Nicki Minaj, para el primer remix, no hay video musical, excepto uno, en donde hay escenas del video oficial, y otras, en donde vemos a la cantante, actuando para los videos de las canciones Bang Bang (canción de Jessie J, Ariana Grande y Nicki Minaj), One Last Time, y la gira The Honeymoon Tour.

## Vídeo musical
Un vídeo lírico, dirigido por Laban, en el que cuenta con los patinadores profesionales Ryan Sheckler y Chelsea Castro fue lanzado el 28 de agosto de 2015. El vídeo musical oficial, dirigido por Brad Furman, se estrenó el 30 de agosto de 2015, después de los 
MTV Video Music Awards 2015. El vídeo comienza con un hombre (interpretado por el actor John Leguizamo) esperando en una señal de alto en frente de un motel en la lluvia. Una figura encapuchada oscura (revelada como Bieber) camina hacia el hombre. Se dio cuenta de que Bieber está en deuda con él, y luego le da dinero y se compromete a hacer un trabajo: proteger a una chica, (El interés amoroso de Bieber), mientras Bieber luego se aleja. Cuando comienza la canción, se corta a una habitación de hotel de neón iluminada, donde la chica (interpretada por Xenia Deli) que se ha mencionado anteriormente está ahí. Bieber toca a la puerta, pero es inicialmente rechazado. Bieber luego obliga a su camino a la puerta. Ellos terminan teniendo relaciones. Mientras Bieber canta el coro, un grupo de hombres enmascarados irrumpen en la habitación. Ellos atan y secuestran a los dos. A continuación, se corta al par atados en un almacén abandonado. Eventualmente utilizan un encendedor para quemar la cuerda y escapar. Cuando los hombres enmascarados descubren que han escapado los persiguen. Abren una puerta, solo para encontrarse mirando en la carretera por debajo. Con los hombres aproximándose, Bieber salta, y luego la chica. Aterrizan en forma segura sobre una colchoneta inflable. Vemos entonces a Leguizamo, que se revela a sí mismo como el líder de los hombres enmascarados, mientras es recibido por Bieber. Ahora están en una fiesta de patinaje bajo tierra, mientras Bieber canta el resto de la canción. El vídeo termina con Bieber de pie solo en la oscuridad, en el parque de patinaje.

## Presentaciones en directo
Bieber interpretó «What Do You Mean?» por primera vez en vivo fue en los MTV Video Music Awards de 2015, el 30 de agosto de 2015. Él también interpretó la canción en The Tonight Show Starring Jimmy Fallon, acompañado por The Roots y acompañado de un verso de Black Thought. Bieber también interpretó la canción en The Today Show junto a «Boyfriend» y «Where Are Ü Now», y luego también en Think It Up!. 
| País (Lista 2015)                            | Mejor posición | Ref    |
| -------------------------------------------- | -------------- | ------ |
| Alemania (Media Control Charts)              | 4              | [ 14 ] |
| Australia (Listas musicales de Australia)    | 1              | [ 15 ] |
| Austria (Ö3 Austria Top 40)                  | 1              | [ 16 ] |
| Bélgica (Ultratop 50) (Flandes)              | 3              |        |
| Bélgica (Ultratop 40) (Valonia)              | 4              |        |
| Canadá (Canadian Hot 100)                    | 1              |        |
| Corea del Sur (Gaon Chart)                   | 1              |        |
| Dinamarca (Tracklisten)                      | 1              |        |
| Escocia (The Official Charts Company)        | 1              |        |
| Eslovaquia (IFPI)                            | 1              |        |
| España (Los 40 Principales)                  | 1              |        |
| España (Promusicae)                          | 1              |        |
| Estados Unidos (Billboard Hot 100)           | 1              | [ 17 ] |
| Estados Unidos (Dance/Mix Show Airplay)      | 1              |        |
| Estados Unidos (Mainstream Top 40)           | 1              |        |
| Estados Unidos (Rhythmic)                    | 2              |        |
| Europa (IFPI)                                | 1              |        |
| Finlandia (IFPI)                             | 1              |        |
| Francia (SNEP)                               | 3              |        |
| Grecia (IFPI)                                | 1              |        |
| Hungría (Mahasz)                             | 1              |        |
| Irlanda (Irish Singles Chart)                | 1              |        |
| Italia (FIMI)                                | 3              |        |
| Noruega (VG-lista)                           | 1              |        |
| Nueva Zelanda (Recorded Music NZ)            | 1              |        |
| Países Bajos (MegaCharts)                    | 1              |        |
| Países Bajos (Media Markt Top 40)            | 1              |        |
| Portugal (IFPI)                              | 1              |        |
| Reino Unido (The Official UK Charts Company) | 1              |        |
| República Checa (IFPI)                       | 1              |        |
| Sudáfrica (EMA)                              | 5              |        |
| Suecia (Sverigetopplistan)                   | 1              |        |
| Suiza (Schweizer Hitparade)                  | 2              |        |

## Certificaciones
| País           | Organismo certificador | Certificación    | Ventas certificadas | Ref.          |
| -------------- | ---------------------- | ---------------- | ------------------- | ------------- |
| Alemania       | BVMI                   | Platino          | 400 000             | [ 18 ]        |
| Australia      | ARIA                   | 5× Platino       | 350 000             | [ 19 ]        |
| Bélgica        | BEA                    | 2× Platino       | 60 000              | [ 20 ]        |
| Canadá         | CRIA                   | 6× Platino       | 600 000             | [ 21 ]        |
| Corea del Sur  | Gaon                   |                  | 335 588             | [ 22 ] [ 23 ] |
| Dinamarca      | IFPI — Dinamarca       | 4× Platino       | 360 000             | [ 24 ]        |
| España         | PROMUSICAE             | 3× Platino       | 120 000             | [ 25 ]        |
| Estados Unidos | RIAA                   | 7× Platino       | 7 000 000           | [ 26 ]        |
| Francia        | SNEP                   | Platino          | 150 000             | [ 27 ]        |
| Italia         | FIMI                   | 6× Platino       | 300 000             | [ 28 ]        |
| Japón          | RIAJ                   | Platino          | 250 000             | [ 29 ]        |
| México         | AMPROFON               | 4× Platino + Oro | 270 000             | [ 30 ]        |
| Noruega        | IFPI — Noruega         | 4× Platino       | 240 000             | [ 31 ]        |
| Nueva Zelanda  | RMNZ                   | 4× Platino       | 60 000              | [ 32 ]        |
| Polonia        | ZPAV                   | Diamante         | 100 000             | [ 33 ]        |
| Portugal       | AFP                    | 2× Platino       | 20 000              | [ 34 ]        |
| Reino Unido    | BPI                    | 4× Platino       | 2 400 000           | [ 35 ]        |
| Suecia         | IFPI — Suecia          | 8× Platino       | 320 000             | [ 36 ]        |
| Streaming      |                        |                  |                     |               |
| Japón          | RIAJ                   | Oro              | 50 000 000          | [ 37 ]        |